# Tournoi qualificatif de l'OFC des moins de 17 ans 2011
Navigation
Nouvelle-Zélande 2009 2013
Le tournoi qualificatif de l'OFC des moins de 17 ans 2011 est la quatorzième édition du tournoi qualificatif de l'OFC des moins de 17 ans qui a eu lieu en Nouvelle-Zélande du 8 au 19 janvier 2011. L'équipe de Nouvelle-Zélande, championne d'Océanie, remet son titre en jeu. Le vainqueur obtient une qualification automatique pour la prochaine Coupe du monde des moins de 17 ans, qui aura lieu au Mexique durant l'année 2011. 

## Équipes participantes
- Îles Cook
- Fidji
- Nouvelle-Calédonie
- Nouvelle-Zélande - Organisateur et tenant du titre
- Papouasie-Nouvelle-Guinée
- Îles Salomon
- Samoa américaines
- Tahiti
- Tonga
- Vanuatu

## Résultats

### Phase de groupes

#### Groupe A
| Rang | Équipe                    | Pts | J | G | N | P | Bp | Bc | Diff |  | Résultats (▼ dom., ► ext.) |  |     |     |     |     |
| ---- | ------------------------- | --- | - | - | - | - | -- | -- | ---- |  | -------------------------- |  | --- | --- | --- | --- |
| 1    | Nouvelle-Zélande          | 12  | 4 | 4 | 0 | 0 | 13 | 1  | +12  |  | Nouvelle-Zélande           |  | 5-1 | 3-0 | 1-0 | 4-0 |
| 2    | Vanuatu                   | 9   | 4 | 3 | 0 | 1 | 13 | 5  | +8   |  | Vanuatu                    |  |     | 2-0 |     |     |
| 3    | Papouasie-Nouvelle-Guinée | 6   | 4 | 2 | 0 | 2 | 4  | 7  | -3   |  | Papouasie-Nouvelle-Guinée  |  |     |     | 2-1 | 2-1 |
| 4    | Fidji                     | 3   | 4 | 1 | 0 | 3 | 10 | 6  | +4   |  | Fidji                      |  | 0-3 |     |     |     |
| 5    | Samoa américaines         | 0   | 4 | 0 | 0 | 4 | 1  | 22 | -21  |  | Samoa américaines          |  | 0-7 |     | 0-9 |     |

#### Groupe B
| Rang | Équipe             | Pts | J | G | N | P | Bp | Bc | Diff |  | Résultats (▼ dom., ► ext.) |     |     |      |     |      |
| ---- | ------------------ | --- | - | - | - | - | -- | -- | ---- |  | -------------------------- | --- | --- | ---- | --- | ---- |
| 1    | Tahiti             | 12  | 4 | 4 | 0 | 0 | 14 | 2  | +12  |  | Tahiti                     |     |     | 3-1  | 1-0 |      |
| 2    | Îles Salomon       | 9   | 4 | 3 | 0 | 1 | 22 | 4  | +18  |  | Îles Salomon               | 1-2 |     |      |     | 15-0 |
| 3    | Nouvelle-Calédonie | 6   | 4 | 2 | 0 | 2 | 27 | 6  | +21  |  | Nouvelle-Calédonie         |     | 1-2 |      | 8-1 |      |
| 4    | Îles Cook          | 3   | 4 | 1 | 0 | 3 | 8  | 15 | -7   |  | Îles Cook                  |     | 1-4 |      |     | 6-2  |
| 5    | Tonga              | 0   | 4 | 0 | 0 | 4 | 2  | 46 | -44  |  | Tonga                      | 0-8 |     | 0-17 |     |      |

### Tableau final

#### Match pour la3eplace
| 19 janvier 2011 NZST | Vanuatu        | 0–2 | Îles Salomon | North Harbour Stadium, Auckland |                            |
|                      |                |     | Mala 13e 26e | Arbitrage : Norbert Hauata      | Arbitrage : Norbert Hauata |
|                      | Rapport Résumé |     |              | Arbitrage : Norbert Hauata      | Arbitrage : Norbert Hauata |

#### Finale
| 19 janvier 2011 NZST | Nouvelle-Zélande        | 2–0 | Tahiti | North Harbour Stadium, Auckland |                           |
|                      | Howieson 7e · Payne 36e |     |        | Arbitrage : Andrew Achari       | Arbitrage : Andrew Achari |
|                      | Rapport Résumé          |     |        | Arbitrage : Andrew Achari       | Arbitrage : Andrew Achari |

## Classement des buteurs
| 8 buts - Renaldo Nonmeu 6 buts - Alex Waimora 5 buts - Stephane Tein-Padom - Jean Kaltak | 4 buts - Neyl Ausu - Thomas Buscaglia - Tim Payne - Solo Kuki - Tevairoa Tehuritaua | 3 buts - John Bitiai - Harrison Mala - Tihoni Yohann |

2 buts
| - Tyrell Baringer-Tahiri - Tamaiva Smith - Twin Tiro - Akram Hussain - Narendra Rao | - Al-taaf Sahib - Ben Malakai - Cameron Howieson - Jordan Vale - Ken Yamamoto | - Alwin Komolong - Gabriel Bosi - Ahonui Tahi - Tony Kaltak - Santino Mermer |

1 but
| - Ryan Petaia - Temana Pennycook - Ant Samuela - Shane Kumar - Vineel Naidu - Losefo Verevou - Cedric Decoire - Erwan Djamali - Ricardo Passil - Leon Sakilia - Nouvelle-Zélande Nathan Buswell | - Ryan Howlett - Bill Tuiloma - Rory Turner - James Wypych - David Browne - Jacob Sabua - Junior Albert - Dickson Bua - Atana Fa'arodo - Maeron Fa'arodo - Jimmy Raramane | - Rainui Aroita - Tauhiti Keck - Gianni Manca - Heremana Teikiteepupuni - Kinitoni Falatau - Silakivai Maile - Michel Coulon - Mark Ieremia - George Mahit - Daniel Tenene |

C.s.c.
- Lalotoa Vaeao
- Jerry Misimake
- Saimone Pahulu